# Österreichischer Basketballverband
Der Österreichische Basketballverband ist der offizielle Basketballverband in Österreich. Er hat seinen Sitz in Wien.

## Geschichte und Aufgaben
Der Verband wurde 1934 gegründet und ist Mitglied der Fédération Internationale de Basketball (FIBA) und damit auch Mitglied der FIBA Europa.
Präsident des Verbandes ist zur Zeit Helmut Niederhofer. Sein Generalsekretär ist Aldin Saracevic.
Der Verband ist für die Organisation, Leitung und Entwicklung des Basketballsports in Österreich verantwortlich. Der Verband vertritt den Basketballsport gegenüber Behörden sowie nationalen und internationalen Sportorganisationen.
Zusätzlich verteidigt der Verband auch die moralischen und materiellen Interessen des Österreichischen Basketballs. Der Verband organisiert die Nationale Meisterschaft und ist für die Österreichische Basketballnationalmannschaft und die Österreichische Basketballnationalmannschaft der Damen verantwortlich.

## Fakten zum Verband
| Kriterium               | Fakten                                              |
| ----------------------- | --------------------------------------------------- |
| Gründungsjahr           | 1934                                                |
| Jahr des FIBA-Beitritts |                                                     |
| Kontinental Verband     | FIBA Europa                                         |
| Sitz des Verbandes      | Wien                                                |
| Präsident               | Helmut Niederhofer                                  |
| Generalsekretär         | Aldin Saracevic                                     |
| Höchste Liga            | Basketball Superliga                                |
| Sonstiges               | https://www.basketballaustria.at/basketball-austria |